# 久田恭裕
久田 恭裕（ひさだ やすひろ、1980年3月10日 - ）は、日本の元プロボクサー。神奈川県相模原市出身。横浜さくらボクシングジム所属。

## 来歴
2001年8月10日プロデビュー。
2010年6月23日、日本タイトル挑戦権獲得トーナメント「最強後楽園」ミニマム級準決勝で2位として5位の田中教仁（ドリーム）と対戦し、0-3の判定負けを喫した。
2010年6月までの戦績は21戦9勝 (4KO) 10敗 (1KO) 2分。